# Yak-Rassen

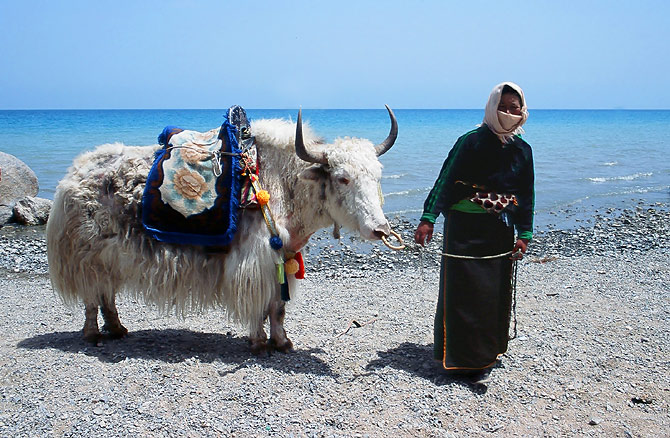
Frau mit Hausyak am Qinghai

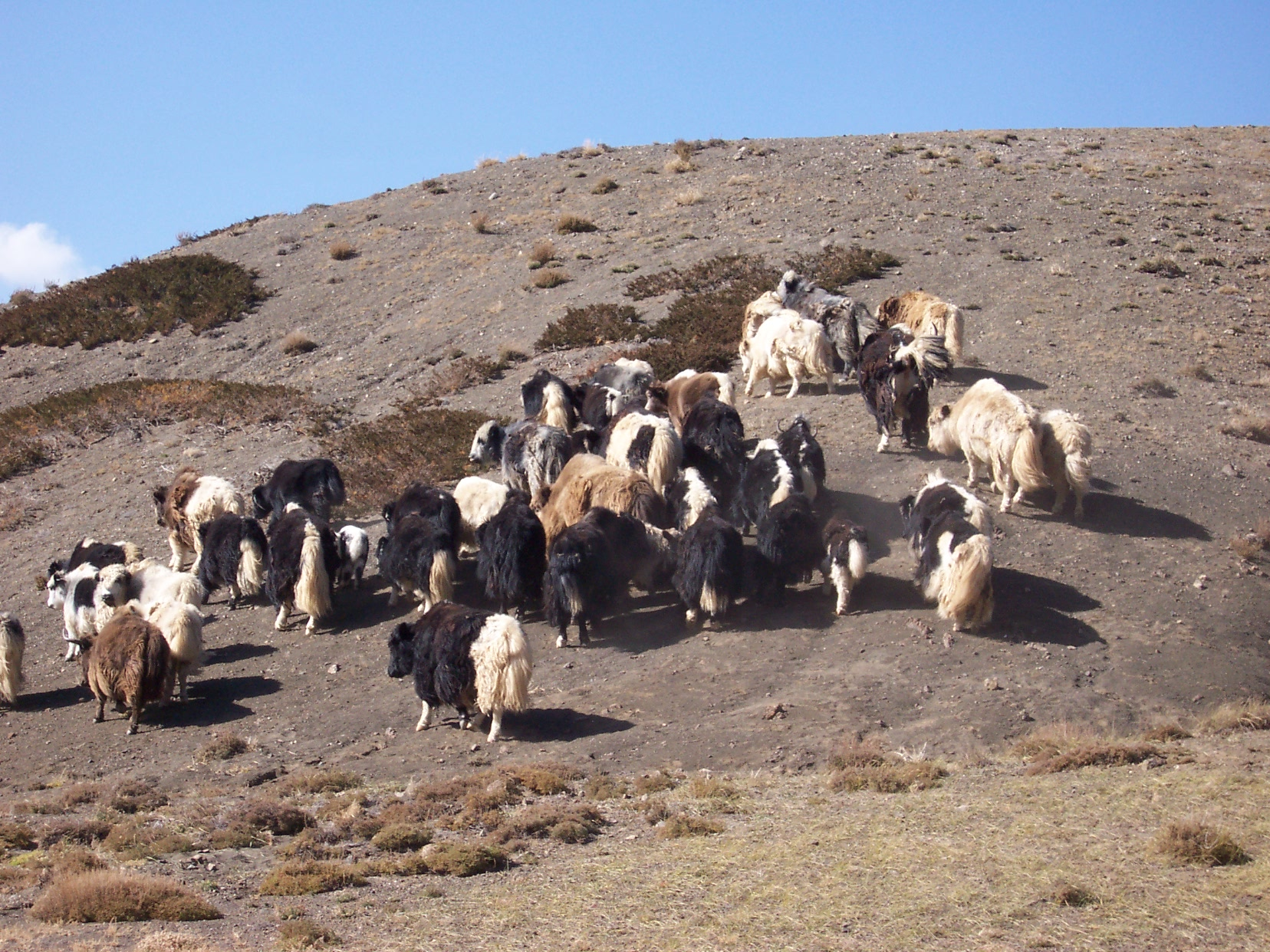
Hausyaks, Gobi

Als Yak-Rassen bezeichnet man sich in ihrem Erscheinungsbild und ihrer Fleisch- und Milchleistung unterscheidende Rassen des Hausyaks. Trotz der langen Domestikationsgeschichte des Yaks gibt es nicht sehr viele Rassen. Eine gezielte Zucht war in der ursprünglichen Nomadenwirtschaft nicht üblich und wird unter anderem durch die hohe Aggressivität der Bullen eingeschränkt, die während der Paarungszeit auf Störungen sofort mit Angriffen reagieren. Phänotypische Veränderungen sind jedoch zwischen Populationen eingetreten, die weitgehend auf die geographische Trennung weit auseinanderliegender Standorte zurückzuführen sind. So sind beispielsweise die in der Mongolei verbreiteten Hausyaks zu einem großen Teil hornlos. Dies erleichtert den Umgang mit den Tieren und vermindert die Verletzungsgefahr bei Rangkämpfen. Es ist aber keineswegs ein züchterisch gewünschtes Merkmal, da hornlose Tiere eine verminderte Abwehrmöglichkeit gegenüber Raubwild haben.
Eine gezieltere Zucht gibt es seit der zweiten Hälfte des 20. Jahrhunderts in der Region der ehemaligen Sowjetunion und auch in China werden Anstrengungen unternommen, Hausyaks züchterisch zu verbessern. Bei den bislang unterschiedenen Yak-Rassen handelt es sich um geographische Rassen, deren rassetypischen Eigenschaften weniger manifestiert sind als bei europäischen Landrinderrassen in der Mitte des 19. Jahrhunderts. Unterschieden werden
- Weißer Tianzhu-Yak
- Gannan-Yak
- Tibet-Yak
- Qinghai-Yak
- Huanhu-Yak
- Jiulong-Yak
- Maiwa-Yak
- Zhongdian-Yak

Geographische Rassen werden nur für China unterschieden. In den anderen Ländern kann nicht von abgrenzbaren Yak-Rassen gesprochen werden. In der Mongolei beispielsweise hat der Viehhandel eine lange Tradition, so dass sich charakteristische Unterschiede nicht ausbilden konnten. Bei der Zucht in China spielen verschiedene Aspekte eine Rolle. Neben der Fleisch- und Milchleistung soll zukünftig auch die Produktion von Yakwolle gesteigert werden.